# Gözde Yılmaz
Gözde Yılmaz (ur. 9 września 1991 w Ankarze) – turecka siatkarka, reprezentantka kraju, grająca na pozycji przyjmującej i atakującej. 

## Sukcesy klubowe
Mistrzostwo Turcji:
- 2008, 2012, 2021
- 2009, 2013, 2018, 2019
- 2011, 2015, 2022[1]

Puchar Turcji:
- 2009, 2011, 2012, 2019, 2021

Superpuchar Turcji:
| 2007–2009                 | Eczacıbaşı Stambuł           |
| 2009–2010                 | Yeşilyurt Stambuł            |
| 2010–2013                 | Eczacıbaşı Stambuł           |
| 2013–2014                 | Sarıyer Belediyesi           |
| 2014–2015                 | Eczacıbaşı Stambuł           |
| 2015–2016                 | Unedo Yamamay Busto Arsizio  |
| 2016–2019                 | Eczacıbaşı Stambuł           |
| 2019–2021                 | VakıfBank SK                 |
| 2021–2022 (do 01.12.2021) | Karayolları SK               |
| 2021–2022 (od 07.12.2021) | Eczacıbaşı Stambuł           |
| 2022–2023 (do 13.03.2023) | E.Leclerc Moya Radomka Radom |

- 2011, 2012, 2018

Liga Mistrzyń:
- 2015
- 2021
- 2017

Klubowe Mistrzostwa Świata:
- 2015, 2016
- 2018, 2019

Puchar CEV:
- 2018, 2022[5]

## Sukcesy reprezentacyjne
Mistrzostwa Świata Kadetek:
- 2007

Liga Europejska:
- 2014

Volley Masters Montreux:
- 2015
- 2016

Igrzyska Europejskie:
- 2015

Mistrzostwa Europy:
- 2019